# Hydrid
Inden for kemi betegner hydrid enten hydridanionen (:H−) eller mere generelt enhver kemisk forbindelse, der indeholder brint (hydrogen, H). Et binært hydrid er en forbindelse af brint og et andet grundstof. De fleste grundstoffer er i stand til at danne en form for hydrid med brint; undtaget er ædelgasserne og visse metaller som promethium, osmium, iridium og francium.
Binære hydrider af alkalimetaller og jordalkalimetaller er ioniske forbindelser, hvori metalatomerne har afgivet deres elektroner til de mere elektronegative brintatomer, som derved eksisterer som hydridanioner (H−). For nogle hydrider af denne type er der dog en vis kovalent karakter, f.eks. i berylliums hydrid, BeH2. De fleste binære hydrider af alkali- eller jordalkalimetaller er stærke baser, f.eks. natriumhydrid (NaH).
Binære hydrider af overgangsmetaller er typisk også ioniske, eller de kan være såkaldte interstitielle hydrider, hvori brintatomerne sidder i de interstitielle huller mellem metalatomerne i metallernes krystalgitter.
Binære hydrider af metaller og andre grundstoffer i p-blokken i det periodiske system defineres typisk som kovalente. Afhængigt af elektronegativitet vil elektronerne i de kovalente bindinger dog enten være forskudt mod brintatomerne eller atomet af det andet grundstof. Hydrider af halogenerne (gruppe 17 i det periodiske system) kaldes hydrogenhalogenider og omfatter hydrogenfluorid (HF), hydrogenklorid (HCl, i vandig opløsning kaldet saltsyre), hydrogenbromid (HBr) og hydrogeniodid (HI). I disse er elektronerne i bindingen mellem brint og halogenet kraftigt forskudt mod halogenet, og brintatomet fraspaltes let som en hydron (proton eller hydrogenion, H+), hvilket gør hydrogenhalogeniderne til stærke syrer.